# Lista siturilor Natura 2000 din Austria
Lista siturilor Natura 2000 din Austria conține toate ariile naturale din această țară incluse în rețeaua europeană Natura 2000.
Această listă este generată cu date din Wikidata și este actualizată periodic de un robot.
 Editările făcute în listă vor fi șterse la următoarea actualizare!
| Imagine | Cod Natura 2000 | Articol                                                                                       |
| ------- | --------------- | --------------------------------------------------------------------------------------------- |
|         | AT3103000       | Pfeifer Anger                                                                                 |
|         | AT1203A00       | Q123484981                                                                                    |
|         | AT3438000       | Ifen                                                                                          |
|         | AT1101112       | Nickelsdorfer Haidel                                                                          |
|         | AT1102112       | Zurndorfer Eichenwald und Hutweide                                                            |
|         | AT1104212       | Fronwiesen und Johannesbach                                                                   |
|         | AT1106218       | Siegendorfer Pußta und Heide                                                                  |
|         | AT1108813       | Bernstein - Lockenhaus - Rechnitz                                                             |
|         | AT1110137       | Neusiedler See - Nordöstliches Leithagebirge                                                  |
|         | AT1115415       | Naturwaldreservat Lange Leitn, Neckenmarkt                                                    |
|         | AT1119622       | Auwiesen Zickenbachtal                                                                        |
|         | AT1122916       | Lafnitztal                                                                                    |
|         | AT1123323       | Mattersburger Hügelland                                                                       |
|         | AT1125129       | Parndorfer Platte - Heideboden                                                                |
|         | AT1126129       | Waasen - Hanság                                                                               |
|         | AT1127119       | Burgenländische Leithaauen                                                                    |
|         | AT1202000       | March-Thaya-Auen                                                                              |
|         | AT1207000       | Kamp- und Kremstal                                                                            |
|         | AT1204000       | Donau-Auen östlich von Wien                                                                   |
|         | AT1205000       | Wachau - Jauerling                                                                            |
|         | AT1206A00       | Weinviertler Klippenzone                                                                      |
|         | AT1208A00       | Thayatal bei Hardegg                                                                          |
|         | AT1209A00       | Westliches Weinviertel                                                                        |
|         | AT1210A00       | Steinfeld                                                                                     |
|         | AT1211A00       | Wienerwald - Thermenregion                                                                    |
|         | AT1212000       | Nordöstliche Randalpen                                                                        |
|         | AT1212A00       | Nordöstliche Randalpen: Hohe Wand - Schneeberg - Rax                                          |
|         | AT1213000       | Pannonische Sanddünen                                                                         |
|         | AT1213V00       | Sandboden und Praterterrasse                                                                  |
|         | AT1214000       | Hundsheimer Berge                                                                             |
|         | AT1215000       | Bisamberg                                                                                     |
|         | AT2107000       | Stappitzer See und Umgebung                                                                   |
|         | AT1217A00       | Strudengau - Nibelungengau                                                                    |
|         | AT1218000       | Machland Süd                                                                                  |
|         | AT1219000       | Niederösterreichische Alpenvorlandflüsse                                                      |
|         | AT1219V00       | Pielachtal                                                                                    |
|         | AT1220000       | Feuchte Ebene - Leithaauen                                                                    |
|         | AT1221V00       | Truppenübungsplatz Allentsteig                                                                |
|         | AT1301000       | Nationalpark Donau-Auen (Wiener Teil)                                                         |
|         | AT1303000       | Landschaftsschutzgebiet Liesing (Teil A, B und C)                                             |
|         | AT1304000       | Bisamberg (Wiener Teil)                                                                       |
|         | AT1305000       | Leopoldsberg                                                                                  |
|         | AT2101000       | Hohe Tauern, Kärnten I                                                                        |
|         | AT2102000       | Nockberge                                                                                     |
|         | AT2103000       | Hörfeld Moor - Kärntner Anteil                                                                |
|         | AT2104000       | Sablatnig Moor                                                                                |
|         | AT2105000       | Vellacher Kotschna                                                                            |
|         | AT2108000       | Inneres Pöllatal                                                                              |
|         | AT2109000       | Wolayersee und Umgebung                                                                       |
|         | AT2110000       | Großedlinger Teich                                                                            |
|         | AT2111000       | Völkermarkter Stausee                                                                         |
|         | AT2112000       | Villacher Alpe (Dobratsch)                                                                    |
|         | AT2113000       | Flachwasserbiotop Neudenstein                                                                 |
|         | AT2114000       | Obere Drau                                                                                    |
|         | AT2115000       | Hochmoor bei St. Lorenzen                                                                     |
|         | AT2116000       | Görtschacher Moos - Obermoos im Gailtal                                                       |
|         | AT2117000       | Turner See                                                                                    |
|         | AT2118000       | Gail im Lesachtal                                                                             |
|         | AT2119000       | Gut Walterskirchen                                                                            |
|         | AT2120000       | Schütt - Graschelitzen                                                                        |
|         | AT2121000       | Höfleinmoor                                                                                   |
|         | AT2122000       | Ratschitschacher Moor                                                                         |
|         | AT2123000       | Möserner Moor                                                                                 |
|         | AT2124000       | Untere Lavant                                                                                 |
|         | AT2125000       | Reifnitzbach                                                                                  |
|         | AT2126000       | Tiebelmündung - Bleistätter Moor                                                              |
|         | AT2127000       | Fronwiesen                                                                                    |
|         | AT2128000       | Kalk-Tuffquellen Völkermarkter Stausee                                                        |
|         | AT2129000       | Hohe Tauern, Kärnten II                                                                       |
|         | AT2130000       | Lendspitz-Maiernigg                                                                           |
|         | AT2131000       | Mannsberg-Boden                                                                               |
|         | AT2132000       | Hainsche-Moor                                                                                 |
|         | AT2133000       | Guntschacher Au                                                                               |
|         | AT2134000       | Mittagskogel - Karawanken Westteil                                                            |
|         | AT2135000       | Kalktuffquellen Lappenbach                                                                    |
|         | AT2136000       | Gelbe Alpenrose in Lendorf                                                                    |
|         | AT2137000       | Schlossberg Griffen                                                                           |
|         | AT2138000       | Gurkmündung                                                                                   |
|         | AT2139000       | Grünspitz-Streifenfarn in Radenthein                                                          |
|         | AT2140000       | Millstätter See-Süd                                                                           |
|         | AT2141000       | Watzelsdorfer Moos                                                                            |
|         | AT2142000       | Ziegelteich bei Hörtendorf                                                                    |
|         | AT2143000       | Lanzendorfer Moor                                                                             |
|         | AT2144000       | Gutschen                                                                                      |
|         | AT2145000       | Motschulagraben                                                                               |
|         | AT2146000       | Penkensee                                                                                     |
|         | AT2147000       | Lichtegg bei Knappenberg                                                                      |
|         | AT2148000       | Krampelgraben bei Höhenbergen                                                                 |
|         | AT2149000       | Schlosspark Krastowitz                                                                        |
|         | AT2150000       | Leonstein                                                                                     |
|         | AT2151000       | Finkensteiner Moor                                                                            |
|         | AT2152000       | Moor bei St. Margarethen                                                                      |
|         | AT2153000       | Ebenthaler Schlucht                                                                           |
|         | AT2154000       | Kosiak                                                                                        |
|         | AT2155000       | Tiffen                                                                                        |
|         | AT2156000       | Michaelergraben                                                                               |
|         | AT2157000       | Ingolsthal                                                                                    |
|         | AT2158000       | Ossiacher Tauern                                                                              |
|         | AT2159000       | Garnitzenklamm                                                                                |
|         | AT2160000       | Sattnitz-Ost                                                                                  |
|         | AT2161000       | Kronhofgraben                                                                                 |
|         | AT2162000       | Trögerner Klamm                                                                               |
|         | AT2163000       | In der Laka                                                                                   |
|         | AT2164000       | Rosegger Drauschleife und Umgebung                                                            |
|         | AT2165000       | Koschuta                                                                                      |
|         | AT2166000       | Kokra                                                                                         |
|         | AT2167000       | Tscheppaschlucht - Ferlacher Horn                                                             |
|         | AT2168000       | Kirchbachgraben                                                                               |
|         | AT2169000       | Kleinobir                                                                                     |
|         | AT2170000       | Wunderstätten                                                                                 |
|         | AT2171000       | St. Martiner Moor                                                                             |
|         | AT2172000       | Moore am Ossiacher Tauern                                                                     |
|         | AT2173000       | Althofener Moor                                                                               |
|         | AT2204000       | Steirisches Dachsteinplateau                                                                  |
|         | AT2205000       | Pürgschachen-Moos und ennsnahe Bereiche zwischen Selzthal und dem Gesäuseeingang              |
|         | AT2206000       | Ödensee                                                                                       |
|         | AT2207000       | Hörfeld, Steiermark                                                                           |
|         | AT2208000       | Lafnitztal - Neudauer Teiche                                                                  |
|         | AT2209000       | Niedere Tauern                                                                                |
|         | AT2209001       | Steilhangmoor im Untertal                                                                     |
|         | AT2209002       | Patzenkar                                                                                     |
|         | AT2209003       | Hochlagen der südöstlichen Schladminger Tauern                                                |
|         | AT2209004       | Hochlagen der östlichen Wölzer Tauern und Seckauer Alpen                                      |
|         | AT2210000       | Ennstaler Alpen/Gesäuse                                                                       |
|         | AT2211000       | Hartberger-Gmoos                                                                              |
|         | AT2212000       | Wörschacher Moos und ennsnahe Bereiche                                                        |
|         | AT2213000       | Steirische Grenzmur mit Gamlitzbach und Gnasbach                                              |
|         | AT2214000       | Deutschlandsberger Klause                                                                     |
|         | AT2215000       | Teile der Eisenerzer Alpen                                                                    |
|         | AT2216000       | Kirchkogel bei Pernegg                                                                        |
|         | AT2217000       | Peggauer Wand                                                                                 |
|         | AT2218000       | Feistritzklamm/Herberstein                                                                    |
|         | AT2219000       | Teile des steirischen Nockgebietes                                                            |
|         | AT2221000       | Gamperlacke                                                                                   |
|         | AT2222000       | Feistritz- und Krumbachgraben                                                                 |
|         | AT2223000       | Pölshof bei Pöls                                                                              |
|         | AT2224000       | Zlaimmöser-Moore / Weißenbachalm                                                              |
|         | AT2225000       | Demmerkogel-Südhänge, Wellinggraben mit Sulm-, Saggau- und Laßnitzabschnitten und Pößnitzbach |
|         | AT2226000       | Furtner Teich - Dürnberger-Moor                                                               |
|         | AT2226001       | Dürnberger Moor                                                                               |
|         | AT2226002       | Furtner Teich                                                                                 |
|         | AT2227000       | Schluchtwald der Gulling                                                                      |
|         | AT2228000       | Ramsauer Torf                                                                                 |
|         | AT2229000       | Teile des Steirischen Jogl- und Wechsellandes                                                 |
|         | AT2229001       | Oberlauf der Pinka                                                                            |
|         | AT2229002       | Ennstal zwischen Liezen und Niederstuttern                                                    |
|         | AT2230000       | Teile des südoststeirischen Hügellandes inklusive Höll und Grabenlandbäche                    |
|         | AT2231000       | Weizklamm                                                                                     |
|         | AT2232000       | Buchenwälder bei Bruck an der Mur                                                             |
|         | AT2233000       | Raabklamm                                                                                     |
|         | AT2234000       | Breitenau - Lantsch                                                                           |
|         | AT2235000       | Hochwechsel                                                                                   |
|         | AT2236000       | Ober- und Mittellauf der Mur mit Puxer Auwald, Puxer Wand und Gulsen                          |
|         | AT2237000       | Geländeteile im Umfeld des Dieslingsees                                                       |
|         | AT2238000       | Gersdorfer Altarm                                                                             |
|         | AT2239000       | Teile der Hinteren Pölsenalm                                                                  |
|         | AT2240000       | Ennsaltarme bei Niederstuttern                                                                |
|         | AT2241000       | Südlich gelegene Talbereiche der Göstlinger Alpen                                             |
|         | AT2242000       | Schwarze und Weiße Sulm                                                                       |
|         | AT2243000       | Totes Gebirge mit Altausseer See                                                              |
|         | AT2244000       | Flaumeichenwälder im Grazer Bergland                                                          |
|         | AT2245000       | Schloss Eggenberg                                                                             |
|         | AT2246000       | Wildoner Buchkogel                                                                            |
|         | AT2247000       | Wundschuh-Neuteich                                                                            |
|         | AT2248000       | Südsteirische Teichlandschaft                                                                 |
|         | AT2249000       | Teile der nördlichen Zuflüsse der Walster im Mariazeller Land                                 |
|         | AT2250000       | Koralpe                                                                                       |
|         | AT2251000       | Teile des Plannerkessels                                                                      |
|         | AT2253000       | Mitterndorfer Biotopverbund                                                                   |
|         | AT2252000       | Oberlauf des Schirningbaches mit Zubringerbächen sowie Unterlauf des Enzenbaches              |
|         | AT2254000       | Serpentingebiete bei Kraubath an der Mur                                                      |
|         | AT2255000       | Raabtalbäche                                                                                  |
|         | AT2256000       | Hochlagen des westlichen Ausseerlandes mit Dachsteinplateau                                   |
|         | AT3102000       | Frankinger Moos                                                                               |
|         | AT3104000       | Radinger Moorwiesen                                                                           |
|         | AT3106000       | Reinthaler Moos                                                                               |
|         | AT3107000       | Tanner Moor                                                                                   |
|         | AT3108000       | Tal der Kleinen Gusen                                                                         |
|         | AT3109000       | Heißländen und Auwälder an der Traun                                                          |
|         | AT3110000       | Ettenau                                                                                       |
|         | AT3111000       | Nationalpark Kalkalpen und Umgebung                                                           |
|         | AT3112000       | Oberes Donautal                                                                               |
|         | AT3113000       | Untere Traun                                                                                  |
|         | AT3114000       | Traun-Donau-Auen                                                                              |
|         | AT3115000       | Maltsch                                                                                       |
|         | AT3116000       | Kalksteinmauer und Orchideenwiese Laussa                                                      |
|         | AT3118000       | Salzachauen                                                                                   |
|         | AT3119000       | Auwälder am Unteren Inn                                                                       |
|         | AT3121000       | Böhmerwald und Mühltäler                                                                      |
|         | AT3122000       | Oberes Donau- und Aschachtal                                                                  |
|         | AT3123000       | Wiesengebiete und Seen im Alpenvorland                                                        |
|         | AT3124000       | Wiesengebiete im Freiwald                                                                     |
|         | AT3125000       | Rannatal                                                                                      |
|         | AT3126000       | Welser Heide                                                                                  |
|         | AT3127000       | Eferdinger Becken                                                                             |
|         | AT3128000       | Bäche in den Steyr- und Ennstaler Voralpen                                                    |
|         | AT3129000       | Wiesengebiete im Mühlviertel                                                                  |
|         | AT3130000       | Hornspitzmoore                                                                                |
|         | AT3131000       | Leitenbach                                                                                    |
|         | AT3132000       | Machland Nord                                                                                 |
|         | AT3133000       | Mösl im Ebenthal                                                                              |
|         | AT3134000       | Planwiesen                                                                                    |
|         | AT3135000       | Quellflur bei Grueb                                                                           |
|         | AT3136000       | Mittlere Steyr                                                                                |
|         | AT3137000       | Unteres Steyr- und Ennstal                                                                    |
|         | AT3138000       | Schluchtwälder der Steyr- und Ennstaler Voralpen                                              |
|         | AT3139000       | Unteres Traun- und Almtal                                                                     |
|         | AT3140000       | Gerlhamer Moor                                                                                |
|         | AT3141000       | Mooswiesen am Irrsee                                                                          |
|         | AT3142000       | Egelsee und Egelseemoor in Unterach                                                           |
|         | AT3143000       | Offensee und angrenzendes Verlandungsmoor                                                     |
|         | AT3144000       | Goiserer Weißenbachtal                                                                        |
|         | AT3145000       | Röll                                                                                          |
|         | AT3146000       | Teichlboden                                                                                   |
|         | AT3147000       | Hangwälder Ritzlhof                                                                           |
|         | AT3148000       | Burgberg Losenstein                                                                           |
|         | AT3149000       | Amesschlag                                                                                    |
|         | AT3150000       | Wallfahrtskirche Maria Schmolln                                                               |
|         | AT3151000       | Tuffquelle und Hangwald in Loiben                                                             |
|         | AT3152000       | Kalktuffquelle Wanghausen                                                                     |
|         | AT3153000       | Kalktuffquelle in Vorderstoder                                                                |
|         | AT3202006       | Oichtenriede                                                                                  |
|         | AT3203010       | Winklmoos                                                                                     |
|         | AT3204002       | Sieben-Möser/Gerlosplatte                                                                     |
|         | AT3205021       | Obertauern-Hundsfeldmoor                                                                      |
|         | AT3206007       | Bluntautal                                                                                    |
|         | AT3207020       | Seetaler See                                                                                  |
|         | AT3208118       | Schwarzbergklamm                                                                              |
|         | AT3209022       | Salzachauen, Salzburg                                                                         |
|         | AT3210001       | Hohe Tauern, Salzburg                                                                         |
|         | AT3211012       | Kalkhochalpen, Salzburg                                                                       |
|         | AT3212111       | Tauglgries                                                                                    |
|         | AT3213003       | Gerzkopf                                                                                      |
|         | AT3214000       | Rotmoos-Käfertal                                                                              |
|         | AT3215000       | Klemmerich                                                                                    |
|         | AT3216000       | Dürrnbachhorn                                                                                 |
|         | AT3217000       | Martinsbichl                                                                                  |
|         | AT3218000       | Hochgimpling                                                                                  |
|         | AT3219000       | Gernfilzen-Bannwald                                                                           |
|         | AT3220000       | Kematen                                                                                       |
|         | AT3221000       | Joching                                                                                       |
|         | AT3222000       | Moore am Überling                                                                             |
|         | AT3224000       | Entrische Kirche                                                                              |
|         | AT3225000       | Weidmoos                                                                                      |
|         | AT3226000       | Zinkenbach-Karlgraben                                                                         |
|         | AT3227000       | Untersberg-Vorland                                                                            |
|         | AT3228000       | Bürmooser Moor                                                                                |
|         | AT3229000       | Nordmoor am Mattsee                                                                           |
|         | AT3230000       | Zeller See Südufer                                                                            |
|         | AT3231000       | Mooshamer Moos Ost                                                                            |
|         | AT3232000       | Kopfweiden am Almkanal                                                                        |
|         | AT3233000       | Pfarrkirche St. Georgen bei Salzburg                                                          |
|         | AT3234000       | Kendlbruckergraben - Hinteralm                                                                |
|         | AT3235000       | Hinterrieding-Wasserfallkar                                                                   |
|         | AT3236000       | Rupanin                                                                                       |
|         | AT3238000       | Pongauer Taurachtal                                                                           |
|         | AT3239000       | Königsbachtal                                                                                 |
|         | AT3240000       | Drossen                                                                                       |
|         | AT3241000       | Streuwiese am Salzweg                                                                         |
|         | AT3242000       | Lonka-Mäander                                                                                 |
|         | AT3243000       | Althofener Moos                                                                               |
|         | AT3244000       | Steindorf - Am Moos                                                                           |
|         | AT3245000       | Lucia-Lacke                                                                                   |
|         | AT3246000       | Vordergnadenalm                                                                               |
|         | AT3247000       | Fraham-Aag-Zellhof                                                                            |
|         | AT3248000       | Prähauserbauerwiese                                                                           |
|         | AT3249000       | Unterfelben                                                                                   |
|         | AT3250000       | Gschwendter Moos                                                                              |
|         | AT3251000       | Nikolausberg                                                                                  |
|         | AT3252000       | Hintergnadenalm                                                                               |
|         | AT3253000       | Unkenberger Mähder                                                                            |
|         | AT3301000       | Hohe Tauern, Tirol                                                                            |
|         | AT3302000       | Vilsalpsee                                                                                    |
|         | AT3303000       | Valsertal                                                                                     |
|         | AT3306000       | Afrigal                                                                                       |
|         | AT3307000       | Egelsee                                                                                       |
|         | AT3308000       | Schwemm                                                                                       |
|         | AT3309000       | Tiroler Lech                                                                                  |
|         | AT3310000       | Arzler Pitzeklamm                                                                             |
|         | AT3311000       | Engelswand                                                                                    |
|         | AT3312000       | Ortolanvorkommen Silz-Haiming-Stams                                                           |
|         | AT3313000       | Fließer Sonnenhänge                                                                           |
|         | AT3314000       | Osttiroler Gletscherflüsse Isel, Schwarzach und Kalserbach                                    |
|         | AT3315000       | Sinesbrunn                                                                                    |
|         | AT3316000       | Tiefer-Wald                                                                                   |
|         | AT3317000       | Padeilemähder                                                                                 |
|         | AT3318000       | Bergmähwiesen in Obernberg am Brenner                                                         |
|         | AT3424000       | Üble Schlucht                                                                                 |
|         | AT3425000       | Davenna                                                                                       |
|         | AT3426000       | Frastanzer Ried                                                                               |
|         | AT3427000       | Übersaxen-Satteins                                                                            |
|         | AT3428000       | Unterargenstein                                                                               |
|         | AT3429000       | Unter Stellerhöhe                                                                             |
|         | AT3430000       | Unter der Winterstaude                                                                        |
|         | AT3431000       | Gortniel                                                                                      |
|         | AT3432000       | Roßbündta                                                                                     |
|         | AT3433000       | Spona                                                                                         |
|         | AT3413000       | Wiegensee                                                                                     |
|         | AT3422000       | Schuttfluren Tafamunt                                                                         |
|         | AT3401000       | Naturschutzgebiet Rohrach                                                                     |
|         | AT3405000       | Bregenzerachschlucht                                                                          |
|         | AT3411000       | Klostertaler Bergwälder                                                                       |
|         | AT3414000       | Leiblach                                                                                      |
|         | AT3415000       | Alpenmannstreu Gamperdonatal                                                                  |
|         | AT3420000       | Unter-Überlut                                                                                 |
|         | AT3402000       | Rheindelta                                                                                    |
|         | AT3117000       | Q107127022                                                                                    |
|         | AT3434000       | Rifa                                                                                          |
|         | AT3435000       | Torfriedbach                                                                                  |
|         | AT3436000       | Walsbächle                                                                                    |
|         | AT3437000       | Widdersteinmähder                                                                             |
|         | AT3439000       | Schöneberg                                                                                    |
|         | AT1216000       | Q18028779                                                                                     |
|         | AT2220000       | Zirbitzkogel                                                                                  |
|         | AT3120000       | Waldaist und Naarn                                                                            |
|         | AT3201014       | Q44085960                                                                                     |
|         | AT3406000       | Witmoos                                                                                       |
|         | AT3408000       | Q60692140                                                                                     |
|         | AT3416000       | Spirkenwälder Saminatal                                                                       |
|         | AT3419000       | Spirkenwälder Innergamp                                                                       |
|         | AT3418000       | Spirkenwald Oberer Tritt                                                                      |
|         | AT3417000       | Spirkenwälder Brandnertal                                                                     |
|         | AT1201A00       | Waldviertler Teich-, Heide- und Moorlandschaft                                                |
|         | AT3423000       | Q61959238                                                                                     |
|         | HUFH10001       | Lacul Neusiedler                                                                              |